# Striden vid Vesilax
Striden vid Vesilax utkämpades mellan 30 mars och 24 april 1918 under finska inbördeskriget mellan de vita och de röda. 
Under mars och april slogs de vita och de röda i Vesilax under en månads tid. Under dessa strider brändes Laukko herrgård och över 600 andra byggnader. Efter Tammerfors fall hårdnade striderna vid Vesilax. De röda anföll med numerär överlägsenhet de vitas Nylands dragoner och Seinäjoki grenadjärbataljon. Trots frenesin lyckades de vita hålla ställningarna. Den 24 april började de röda dra tillbaka sina trupper mot Tavastehus och Valkeakoski.
Ett monument över striderna invigdes 1938. Två kilometer från det vita minnesmärket återfinns det röda.